# 奧斯塔公爵埃曼努埃萊·菲利貝托號輕巡洋艦
奧斯塔公爵埃曼努埃萊·菲利貝托號輕巡洋艦（義大利語：Emanuele Filiberto Duca d'Aosta）是義大利皇家海軍雇傭兵隊長級輕巡洋艦第四型的首艦，曾參與第二次世界大戰。本艦倖存至戰後，並於1949年作為戰爭賠償艦移交予蘇聯海軍。蘇聯海軍最初將本艦命名為「Z15巡洋艦」，稍後改名為「史達林格勒號」，最終定名為「克赤號」，並持續服役於蘇聯黑海艦隊直至1960年代被拆解為止。

## 設計
奧斯塔公爵埃曼努埃萊·菲利貝托號是雇傭兵隊長級輕巡洋艦第四個亞型「奧斯塔公爵型」的首艦，同時也是該型號的名稱來源。奧斯塔公爵號的設計衍生自同級第三型「蒙特庫科利型」，不過整體尺寸較其前輩為大，裝甲也大幅增強。此外，動力組件也經過更換。
奧斯塔公爵號由當時位於義大利利佛諾的奧托梅萊拉承造，其艦名取自第一次世界大戰期間義大利陸軍元帥第二代奧斯塔公爵埃曼努埃萊·菲利貝托。

## 服役生涯
奧斯塔公爵號自1935年起便服役於義大利皇家海軍第7巡洋艦隊；1938年時與其姊妹艦歐根親王號展開環球航行。然而不斷惡化的國際情勢使兩艦在訪問加勒比海與南美洲後便被迫返航，並於1939年3月間返抵拉斯佩齊亞。

### 第二次世界大戰
當義大利參戰時，奧斯塔公爵號隸屬於第2巡洋分艦隊，並參與了1940年7月爆發的卡拉布里亞海戰。同年下半年，本艦還參與了北非船團的護衛任務與突擊英國皇家海軍巡洋艦隊，並於12月18日轟炸了克基拉島。
1941年的大部分時間奧斯塔公爵號均服役於第8巡洋艦隊，主要負責執行在北非外海的佈雷任務與船團護衛任務等。當年12月，奧斯塔公爵號在執行一次船團護衛任務的過程中意外引發第一次錫德拉灣海戰。
本艦於1942年間所負責的任務與先前並無太大差異，但對盟軍船團的攻擊次數有所增加，其中包括阻擊英軍的魚叉行動與強健行動。同年8月，本艦原先計畫出航攔截支座船團，但最終在缺乏空中支援的情況下作罷。1942年6月13日，奧斯塔公爵號成功躲過英國皇家海軍和諧號潛艇所發射的魚雷。
1943年的多數時間奧斯塔公爵號均因油料短缺而無法行動；不過該年8月本艦曾試圖前往轟炸由盟軍所控制的巴勒摩，但行動以失敗告終。

### 服役於盟軍
在義大利與盟軍媾和後，奧斯塔公爵號於1943年10月間在塔蘭托接受了小幅度的改裝，隨後便與朱塞佩·加里波底號輕巡洋艦以及阿布魯齊公爵號輕巡洋艦前往南大西洋與同盟國海軍一同執行對軸心國船團的封鎖任務。1943年11月至1944年2月間，本艦一共執行了七次巡邏任務；1944年4月本艦返回義大利，此後便僅作運輸之用。

### 戰後
第二次世界大戰結束後，奧斯塔公爵號並無太多活動。1949年3月本艦移交蘇聯海軍，並獲命名為「Z15」；稍後改名為「史達林格勒號」，最終定名為「克赤號」，並持續服役於黑海艦隊中直至1959年2月20日除役為止。

### 圖書
Whitley, M J. . London: Arms and Armour Press. 1995: 137–139. ISBN 1-85409-225-1.